# Michel Baroin
Pour les articles homonymes, voir Baroin.
Michel Baroin, né le 29 novembre 1930 à Paris (6e) et mort le 5 février 1987 à Jakiri (Cameroun) est un haut fonctionnaire, dirigeant d'entreprise et écrivain français.
Père de l’homme politique François Baroin, franc-maçon, il est notamment grand maître du Grand Orient de France.

## Biographie

### Jeunesse et formation
Fils de Barthélemy Baroin (1901-1984), gardien de la paix et ancien soldat de la Première Guerre mondiale décoré de la médaille militaire, et d'Anne-Marie Couturier son épouse (1910-1980), Michel Baroin a également un frère, Alain Baroin (né en 1947). Il passe son enfance dans le Morvan, puis viendra le temps du service militaire qu'il effectue à Dijon. Il entre à Sciences-Po à Paris, où il fait la connaissance de Michel Rocard et Jacques Chirac, et passe un doctorat en droit. Michel Baroin est docteur en science politique (1969) et diplômé de l'Institut d'études politiques de Paris (promotion 1952).
Le 6 février 1957 à Clamart, Michel Baroin épouse Michèle Paulin avec qui il a deux enfants, Véronique Baroin (1963-1986) et François Baroin, né à Paris le 21 juin 1965, maire de Troyes depuis 1995 et ancien ministre.

### Carrière
Il commence sa carrière comme commissaire de police en Algérie, fonction qu'il exercera ensuite à Lille.
En 1959, il passe aux renseignements généraux.
Affecté à partir de 1960 à la direction de la Surveillance du territoire (DST), il devient ensuite sous-préfet à Nogent-sur-Seine dans l'Aube en 1964 puis secrétaire général de ce même département de 1967 à 1971.
Par la suite, il exerce la fonction de chef de cabinet de deux présidents de l’Assemblée nationale : Achille Peretti et Edgar Faure.
En 1974, il devient président de la Garantie mutuelle des fonctionnaires, dont il développe les activités en Afrique, notamment en construisant le palais présidentiel d’Omar Bongo à Libreville (Gabon). Il est nommé en 1985 à la présidence de la Fnac, après le rachat de celle-ci par la GMF. Il relance Les Nouvelles Littéraires, achète un grand cru du Bordelais[Lequel ?], ainsi qu'un domaine dans les environs de Beaune, et acquiert des parts de Canal+.
Michel Baroin était un ami personnel de Jacques Chirac qui, en accord avec François Mitterrand, le nomme en 1986 président du Comité d'organisation du bicentenaire de la Révolution.
Élu maire de Nogent-sur-Seine en 1983, il exercera diverses fonctions : président de la Banque centrale des coopératives et des mutuelle (BCCM), président fondateur de la fondation de l'Homme citoyen.
Le 5 février 1987, il meurt  dans un accident d'avion à Jakiri, au Cameroun. Son avion, un Learjet 55, s’écrase peu après le décollage de Brazzaville (République du Congo), où il venait de rencontrer le président congolais Denis Sassou-Nguesso. Selon la journaliste Dominique Lorentz, il ne s'agirait pas d'un accident mais d'un attentat de l'Iran motivé par le contentieux Eurodif. Victor Chapot, ancien conseiller spécial de Valéry Giscard d'Estaing, juge « incompréhensible » la thèse de l'accident et évoque un possible assassinat politique.
Michel Baroin est enterré le 12 juillet 1987 à Paris au cimetière de Vaugirard (15e arrondissement de Paris).

### Franc-maçonnerie
Michel Baroin est initié le 12 mai 1960 à la loge « Les Amis de l'Humanité » du Grand Orient de France (GODF). Il devient vénérable de sa loge de 1973 à 1976 et entre au conseil de l'ordre du GODF en septembre 1976. Élu grand maître de l'obédience en septembre 1977 et réélu pour un second mandat d'une année en septembre 1978. Il rassemble les francs-maçons les plus progressistes de l'obédience et réussit à mettre en œuvre, en 1979, un des rares convents extraordinaires que tient l'obédience au cours de son histoire. Le thème du convent étant les nouveaux enjeux de la société au regard de la crise économique que traverse le pays.
En 1982, il accède au Grand Collège des Rites écossais avec le grade de 32e. Michel Baroin se réclame du courant socialiste et humanitaire d'Arthur Groussier et de Marcel Sembat.
Pour son décès, il eut droit à une messe d'enterrement et à une cérémonie laïque qui a lieu dans un temple de la rue Cadet, siège de son obédience. Il avait demandé à être enterré dans la confession chrétienne de son enfance.

### Décorations, distinctions et hommage
- Officier de la Légion d'honneur[Quand ?].
- Officier de l'ordre national du Mérite.
- Chevalier de l'ordre des Palmes académiques.
- Chevalier de l'ordre du Mérite agricole.
- Médaille d'or de la Société d'encouragement au progrès.
- Commandeur de l'American Legion[12].
- La 37e promotion de commissaires de police issue de l'École nationale supérieure de la police, entrée en fonction en 1987, porte son nom.

## Publications
- G.M. Hanoux (pseudonyme), Sur les roses, Série noire, no 589, 1960[13],[14].
- Avec Michel Baron, Un homme, une voix : itinéraire d'un militant de l'économie sociale, Paris, CIEM, 1985,   (ISBN 978-2903819101)
- La Force de l'amour, Odile Jacob, 1987 [autobiographie et réflexions],  (ISBN 9782020096317)
- Monsieur X : Mémoires secrets, Denoël, 1998,  (ISBN 978-2207247532)